# 湯智鈞
湯智鈞（2001年3月16日—），台灣男子射箭運動員，現就讀國立臺北大學休閒運動管理學系。其為2018年亞運男子團體反曲弓金牌、2020年東京奧運男子團體射箭銀牌得主。

## 生平
2018年亞洲運動會，他和搭擋魏均珩、羅偉旻在金牌戰打敗勁敵韓國奪得男子團體金牌，個人賽在32強賽以1-7敗給緬甸的Htike Lin Oo。2018年10月，湯智鈞代表中華台北代表團參加2018年夏季青年奧林匹克運動會，於開幕典禮擔任掌旗官 。
2021年代表中華台北代表團參加2020年東京奧運，共參加男子個人、男子團體及混合團體三項競賽 。 混合團體項目與林佳恩搭檔止步於16強。男子團體項目與魏均珩、鄧宇成搭檔獲得銀牌，追平中華隊隊史紀錄。男子個人項目在八強賽擊敗南韓好手金優鎮，創下首次代表團在男子個人項目闖進四強的佳績，後來在四強賽輸給義大利選手內斯帕里以及銅牌戰敗給日本選手古川高晴，在多個回合與對手僅有一分之差，最終無緣拿下銅牌，第四名的成績追平臺灣選手在奧運射箭個人項目最佳成績。

## 獎項
- 2018年，雅加達亞運射箭男子團體金牌。
- 2019年，拿坡里世大運射箭男子團體銀牌。
- 2020年，全大運射箭反曲弓男子團體、男子個人賽和混雙共三面金牌。[12]
- 2021年，東京奧運射箭反曲弓男子團體銀牌。[10]
- 2021年，東京奧運射箭男子個人項目第四名。
- 2025年，萊茵-魯爾世大運射箭男子個人反曲弓金牌。

## 外部連結
- 湯智鈞在World Archery（英语）
- 湯智鈞在Olympics.com（英语）
- 湯智鈞在Olympedia（英语）
- 湯智鈞- 中華奧林匹克委員會 （页面存档备份，存于）
- 湯智鈞的Instagram帳戶